# Prunella Scales
Prunella "Pru" Scales, född Prunella Margaret Rumney Illingworth den 22 juni 1932 i Sutton Abinger, Surrey, är en brittisk skådespelare, regissör och teaterlärare. Scales är känd för rollen som Sybil Fawlty i komediserien Pang i bygget.

## Biografi

### Tidiga år
Scales föddes i Surrey i England, där hennes mor Catherine Scales var skådespelare och hennes far John Richardson Illingworth var bomullshandlare. Under andra världskriget hyrde familjen in sig i ett spartanskt boende i Suffolk för att undkomma bombräderna.
Scales påbörjade sin utbildning till skådespelare genom att som 17-åring börja vid Old Vic Theatre School i London. Efter det följde fortsatt utbildning vid Herbert Berghof Studios i New York samt arbete vid The Royal Shakespeare Company.

### Karriär
Genombrottet kom genom den brittiska situationskomediserien Marriage Lines (1963). Den rollen kom att bli den första av många komiska roller för Scales. Hon har även spelat teater, gjort röst till tecknade filmer, reklamfilm och drama för radio.
Rollen som Sybil Fawlty i Pang i bygget spelade Prunella Scales under två säsonger, åren 1975 och 1979. 
År 1992 porträtterade Scales i A Question of Attribution drottning Elizabeth II, en roll som gav henne en nominering till BAFTA.
Prunella Scales har även regisserat pjäser och undervisat vid flera teaterskolor.

### Familj och senare år
Scales var gift med den engelske skådespelaren Timothy West från 1963 till hans död 2024. Paret fick två söner, varav den ene är skådespelaren och regissören Samuel West. Tillsammans med sin make har hon gjort serien Kanaler, båtar och kärlek (Great Canal Journeys), där de bland annat besöker Göta kanal. I tv-serien framkommer det att Prunella drabbats av alzheimer. Serien sändes under tio säsonger mellan 2014 till och med 2019.

## Filmografi i urval
- 1952 – Pride and Prejudice (Miniserie) - Lydia Bennet
- 1954 – Vad kvinnan vill
- 1961 – Coronation Street (TV-serie)
- 1975–1979 – Pang i bygget (TV-serie) - Sybil Fawlty
- 1978 – Pojkarna från Brasilien
- 1981 – Bergerac (TV-serie)
- 1982 – The Merry Wives of Windsor (TV-film)
- 1983 – Stråtrövarna
- 1987 – Judith Hearnes öde
- 1992 – Howards End - tant Juley
- 1994 – The World of Peter Rabbit and Friends (TV-serie)
- 1996 – Dalziel & Pascoe (TV-serie)
- 1996 – Emma (TV-film)
- 1998 – Fool Britannia
- 1999 – Morsa på rymmen
- 2000 – Morden i Midsomer (TV-serie)
- 2001 – Tyst vittne (TV-serie)
- 2002 – Dickens (TV-serie) - Elizabeth Dickens
- 2003 – Johnny English - Drottningen (ej krediterad)
- 2008 – Marple (TV-serie) - A Pocket Full of Rye - Mrs Mackenzie
- 2014–2019 – Kanaler, båtar och kärlek (TV-serie)